# 宋泉盛
宋泉盛  （英语： 或; 1929年—2024年11月26日）是太平洋宗教學院（英語：Pacific School of Religion）的神學和亞洲文化傑出榮譽教授 （英語：Distinguished Professor Emeritus of Theology and Asian Cultures）和位於加州聖利安卓的臺灣循道衛理教會（英語：Formosan United Methodist Church）的代理傳道。

## 生平
他曾在國立臺灣大學（1950-1954） 、愛丁堡大學（1955-1958）和紐約協和神學院修學，並在1965年於後者完成博士學位。他曾是台南神學院的院長（1965-70）及曾於1977年至2004年當世界歸正教會聯盟（英語：World Alliance of Reformed Churches； 現已合併為普世改革宗教會聯盟）的主席。
他曾獲多個博士榮譽學位，此包括愛丁堡大學（1996）及台南神學院（2018）。

## 神學
宋泉盛的神學理論主要是批判以西方神學為中心的基督教神學。他認為這種高舉個人主義的福音只會讓非西方信徒與原有文化脫節。而且，他認為神本透過其創造於所有文化彰顯衪的救贖，此包括「非基督教」文化。因此，亞洲基督徒需建立一種出自亞洲「母腹」的亞洲神學。
他採用拉丁美洲的解放神學來解構他的理論，所以當中也包含馬克思主義對宗教和資本主義的批判。他認為亞洲人無論在殖民主義或文化上都受西方帝國主義壓迫，因而引起身份認同危機。故此，神學需從處境化開始、透過解放不公義現象來建構亞洲基督徒的新身份。

## 著作
- "New China and Salvation History: A Methodological Inquiry," in South-East Asia Journal of Theology, 15.2 (1974):52- 67.
- Christian Mission in Reconstruction: an Asian Analysis, (New York: Orbis Books, 1975). ISBN 978-0-88344-074-2 Third-Eye Theology: Theology in Formation in Asian Settings, (New York: Orbis Books, 1979). ISBN 978-0-88344-474-0
- The Compassionate God: An Exercise in the Theology of Transposition, (New York: Orbis Books, 1982). ISBN 978-0- 334-01951-0
- Theology from the Womb of Asia, (New York: Orbis Books, 1986). ISBN 978-0-88344-518-1
- Jesus the Crucified People, (Minneapolis: Fortress Press, 1990). ISBN 978-0-8006-2969-4
- Jesus and the Reign of God, (Minneapolis: Fortress Press, 1993). ISBN 978-0-8006-2671-6
- Jesus in the Power of the Spirit, (Minneapolis: Fortress Press, 1994). ISBN 978-1-57910-958-5